# Trichenoplus antarcticus
Trichenoplus antarcticus är en rundmaskart som beskrevs av Mawson 1956. Trichenoplus antarcticus ingår i släktet Trichenoplus och familjen Enoplidae. Inga underarter finns listade i Catalogue of Life.